# Nick Tuzzolino
Nicholas Tuzzolino, detto Nick (Buffalo, 19 gennaio 1986), è un hockeista su ghiaccio statunitense, di ruolo difensore.
È fratello minore di Tony Tuzzolino.